# Фалек (поэт)
Фалек (др.-греч. Φάλαικος, лат. Phalaecus) — древнегреческий поэт эпохи эллинизма.
Запомнился античности главным образом различными ритмическими экспериментами. Его именем назван ставший впоследствии популярным фалеков одиннадцатисложник; из пяти сохранившихся стихотворений Фалека три входят в небольшую XIII книгу Палатинской антологии — по выражению Михаила Гаспарова, «стиховую лабораторию» древнегреческой поэзии: собрание эпиграмм в необычных стихотворных размерах.
Биографических сведений о Фалеке не имеется. Предположительно временем его жизни считают конец IV — начало III века до н. э., родиной — Фокиду, где это имя, по-видимому, было распространено.